# Чому я не можу одружитися
Чому я не можу одружитися (англ. Why I Would Not Marry) — американська комедійна драма режисера Річарда Стентона 1918 року.

## У ролях
- Люсі Фокс — Адель Мур
- Едвард Седжвік — незначна роль
- Вільям Б. Девідсон — незначна роль